# 东大街道 (西安市)
东大街道，是中华人民共和国陕西省西安市长安区下辖的一个乡镇级行政单位。

## 行政区划
东大街道下辖以下地区：
温泉路社区、索庄村、东大村、西大村、北大村、南强村、北强村、落驾庄村、郭南村、郭北村、太平河村、庆镇村、东石里头村、祥峪口村、新联村、井架村、降南村、北石里头村、罗汉洞村、大寺新村、水磨村、祥峪沟村和南石里头村。